# Mesocletodes farauni
Mesocletodes farauni är en kräftdjursart som beskrevs av Por 1967. Mesocletodes farauni ingår i släktet Mesocletodes och familjen Argestidae. Inga underarter finns listade i Catalogue of Life.